# 의지
의지(意志)는 처음이자 시작이며 존재이자 자유이고 기의 생으로 인한 작용이다.
불교에서 의지(意志)는 심조작성(心造作性)의 성질 즉 사(思)의 마음작용을 가리킨다.
서양 철학 전통에서 반복되는 질문은 자유 의지에 관한 것이다. 운명에 대한 보다 일반적인 개념은 개인의 행동이 자연적이거나 신적인 원인에 의해 결정된다면 어떻게 의지가 진정으로 자유로울 수 있는지 묻는 것이다. 이는 결국 자유의 본질과 악의 문제에 대한 논의와 직결된다.

## 심리학
심리학자들은 또한 의지 문제와 행동의 의지에 영향을 미치는 능력인 "의지력"(willpower)을 다룬다. 어떤 사람들은 내재적으로 매우 동기가 부여되어 자신에게 최선이라고 생각되는 것은 무엇이든 하는 반면, 다른 사람들은 "의지가 약하고" 사회나 외부적 유도에 의해 쉽게 암시될 수 있다(외부적으로 동기 부여됨). 의지와 의지의 명백한 실패도 다수의 정신적, 신경학적 장애와 관련이 있는 것으로 보고되었다. 그들은 또한 사람들이 자신의 최선의 이익에 반하는 행동을 하는 것처럼 보이지만 실제로 그렇게 하고 있음을 알고 있는 아크라시아 현상을 연구한다(예를 들어, 지적으로 담배를 끊기로 결정한 후 다시 담배를 피우는 것). 지그문트 프로이트(Sigmund Freud) 심리학의 옹호자들은 의지의 명백한 의식적 행사에 대한 무의식적 마음의 영향의 중요성을 강조한다. 정신분석학의 비평가인 아브라함 로우(Abraham Low)는 정신 건강을 달성하기 위한 기본으로서 의지, 즉 생각과 충동을 통제하는 능력의 중요성을 강조했다.

## 같이 보기
- 정언명령
- 하나님의 의지
- 정진 (불교)
- 주의주의